# Alexander Sholti

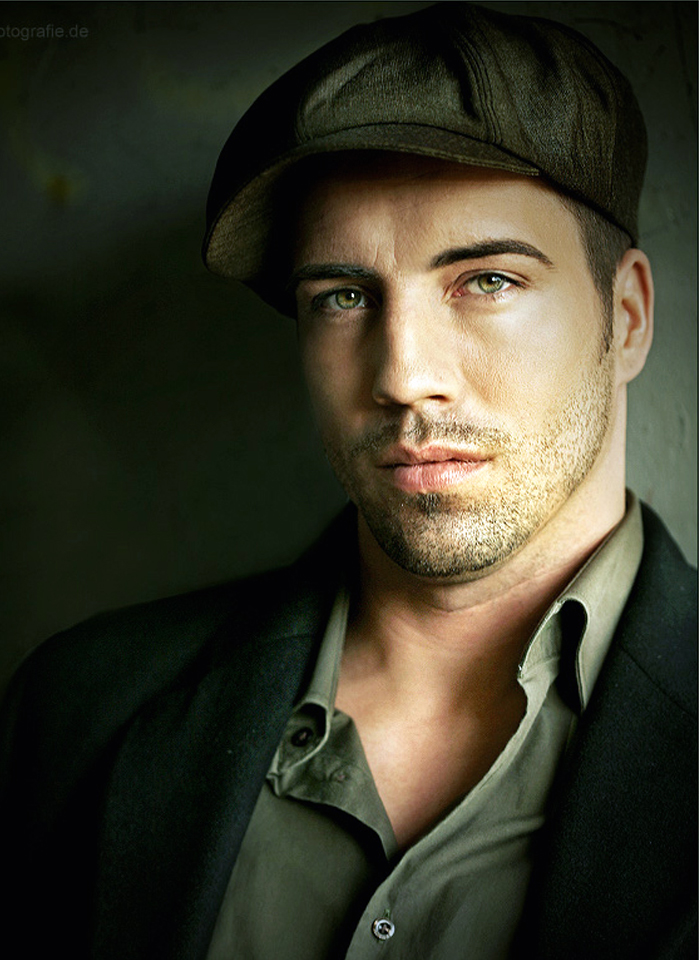
Alexander Sholti

Alexander Sholti (* 18. Februar 1975 in München; eigentlich Alexander Solti) ist ein deutscher Schauspieler.

## Leben
Alexander Sholti machte 1995 sein Fachabitur und nahm bis 1998 privaten Schauspielunterricht bei Heinrich Möller. Anschließend besuchte er 1999 die Schauspielschule Charlottenburg in Berlin.
Vom 8. Februar 2001 bis zum 13. Mai 2008 war er in der Rolle des Björn Winter in der Daily Soap Unter uns bei RTL zu sehen. 2009 stand er in Ludwigsburg für die ARD-Vorabendserie Eine für alle – Frauen können’s besser als Karl Egon „K.E.N.“ Neugebauer vor der Kamera. Vom 11. Dezember 2013 – 27. Juli 2015 war er bei Unter uns in der Rolle von Björn Winters Zwillingsbruder Sascha Brenner zu sehen. Anfang 2015 war er mit Tabea Heynig, Petra Blossey und Benjamin Heinrich beim perfekten Promi-Dinner Unter-uns-Spezial dabei.
Alexander Sholti lebt in Köln. Er hat eine ältere Schwester. Bis April 2005 war er mit Katharina Kaali verheiratet.
2010 spielte er eine Nebenrolle bei Lena – Liebe meines Lebens als Feuerwehrmann Alex Geisel.

## Filmografie
- 2001–2008 \ 2013–2015: Unter uns als Björn Winter \ und als Dr. Sascha Brenner (Björn Winters Zwillingsbruder)
- 2009: Eine für alle – Frauen können’s besser als Karl „K.E.N.“ Neugebauer